# Alfred Groß (Jurist)
Alfred Groß (geboren 2. Februar 1885 in Löwen, Deutsches Reich; gestorben 4. Februar 1976) war ein deutscher Richter.

## Leben
Alfred Groß besuchte das Gymnasium in Beuthen und studierte ab 1905 Rechtswissenschaften an der Universität Breslau. Er wurde 1912 an der Universität Erlangen promoviert und ging in den Justizdienst. Groß wurde 1921 Staatsanwaltschaftsrat in Breslau, war ab 1925 Landgerichtsrat am Landgericht Görlitz und dort ab 1930 Landgerichtsdirektor.
Nach der Machtergreifung der Nationalsozialisten 1933 sollte er aus antisemitischen Gründen entlassen werden, blieb aber noch auf Grund seiner nationalen Einstellung in der Funktion eines Spruchrichters im Staatsdienst. Auf der Basis der Nürnberger Gesetze wurde Groß dann 1935 aus dem Staatsdienst entfernt. Groß war mit einer „Arierin“ verheiratet, sie hatten zwei Kinder, er lebte somit in einer „privilegierten Mischehe“ und wurde bei der Judendeportation ausgenommen. Ab September 1944 wurde er zur Zwangsarbeit in den Lagern Kurtzbach, Beichach und Grüntal gezwungen, er konnte im Januar 1945 untertauchen.
Groß wurde heimatvertrieben und wohnte ab 1946 in der britischen Zone in Hamburg, wo er in den Justizdienst wiederaufgenommen wurde. Ab 1951 war er Senatspräsident am Bundesgerichtshof in Karlsruhe und dort Vorsitzender des 4. Strafsenats. Er erhielt 1955 das Bundesverdienstkreuz.

## Dissertation
- Ein Vergleich zwischen dem Lombardgeschäft und der Verpfändung mittels des Lagerscheins unter Berücksichtigung ihrer wirtschaftlichen Eigentümlichkeit. Dissertation. Erlangen: Junge, 1912